# 阿爾瓦爾縣

阿爾瓦爾縣是印度的一個縣，位於該國西北部，由拉賈斯坦邦負責管轄，面積8,380平方公里，識字率為71.68%，2011年人口3,671,999，人口密度每平方公里438人。

## 外部連結
- Alwar district, Official website

27°34′12″N 76°36′00″E / 27.57000°N 76.60000°E